# Strohsches Zeichen
Das Strohsche Zeichen dient als Alterskennzeichen des Junghasen. Bis zu einem Alter von etwa 6 bis 8 Monaten haben junge Feldhasen oberhalb des Handwurzelgelenks eine Verdickung der Elle. Nach leichtem Einknicken der Pfote im Gelenk kann diese durch das Fell ertastet werden. Bei der Verdickung handelt es sich um die Epiphysenfuge. Hier findet das Längenwachstum des Knochens statt. Das Körperwachstum des Feldhasen ist mit etwa 9 Monaten abgeschlossen und die Verdickung verschwindet wieder.
Die Benennung dieses Zeichens erfolgte nach seinem vermutlichen Entdecker G. Stroh, der seine Erkenntnisse 1931 in der Tierärztlichen Wochenschrift (12) unter dem Titel „Zwei sichere Altersmerkmale beim Hasen“ veröffentlichte. Die französische Jagdliteratur lässt allerdings vermuten, dass dieses Merkmal bereits im Mittelalter den Jägern bekannt war, jedoch in Vergessenheit geriet.